# Teatro Filarmonico (Verona)
(Scipione Maffei)
Il Teatro Filarmonico è il principale teatro d'opera di Verona. È di proprietà dell'Accademia Filarmonica di Verona, fin dalla sua fondazione; è utilizzato dalla Fondazione Arena di Verona come sede della stagione lirica invernale.

## Storia
Verona necessitava all'inizio del Settecento di un nuovo e stabile teatro lirico, e fu così deciso di costruirne uno all'altezza della città, su iniziativa del marchese Scipione Maffei che presentò al Senato veneto la richiesta dell'edificazione del teatro. Si scelse la struttura all'italiana, con una vasta platea ed ordini di palchi sovrapposti. Per la progettazione fu convocato l'architetto teatrale al tempo più celebre: Francesco Galli da Bibbiena. I lavori iniziarono nel 1716, e durarono 13 anni. Da tutta Europa giungevano incisori e pittori per riprodurlo, poiché all'epoca era sicuramente fra i più moderni ed innovativi. Finalmente fu inaugurato la sera del 6 gennaio 1732, con il dramma pastorale La Fida Ninfa di Antonio Vivaldi, su libretto di Scipione Maffei.

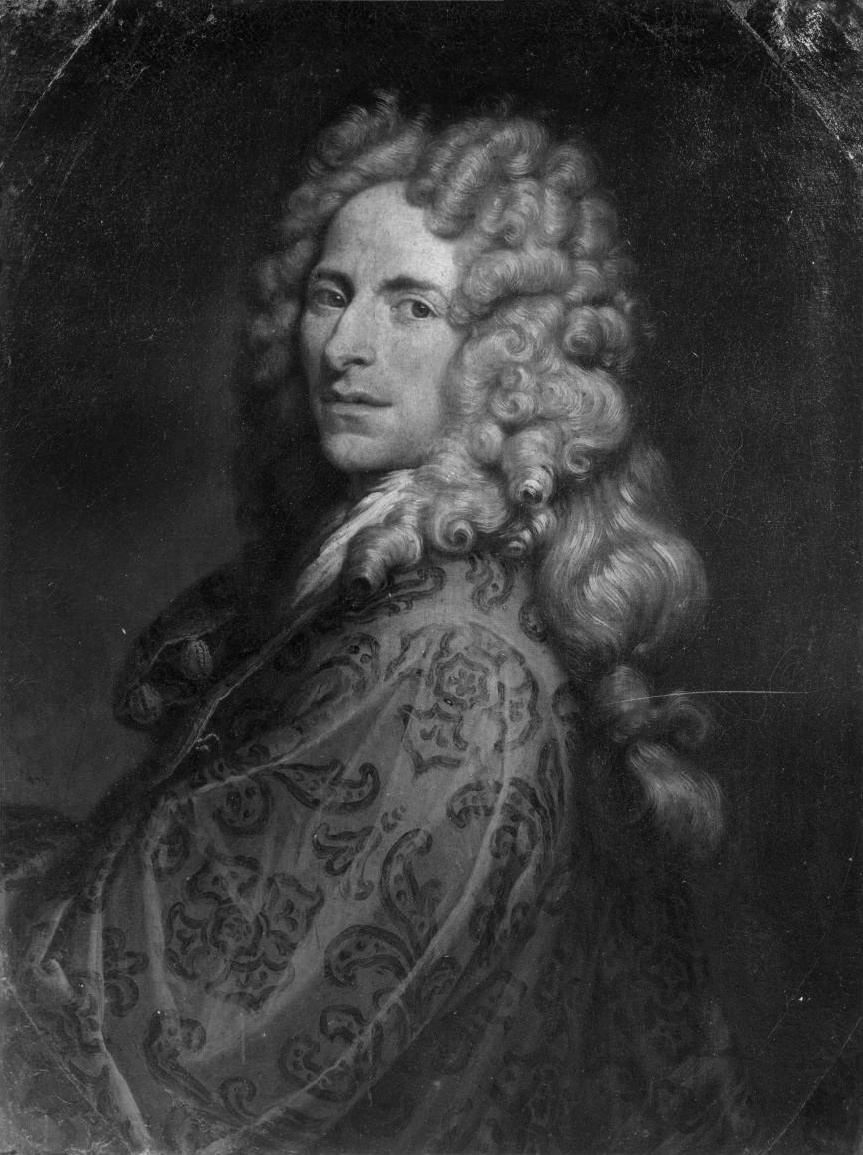
Francesco Galli da Bibbiena

La stagione operistica divenne celeberrima, e le rappresentazioni portavano affari d'oro, pur non essendo Verona una capitale di uno stato o una sede di una corte o di un principe. Tuttavia il 21 gennaio 1749 si propagò un incendio nel teatro. Ricostruito con alcuni cambiamenti, fu inaugurato una seconda volta nel 1754 con l'opera Lucio Vero del napoletano Davide Perez. L'opera ebbe uno scarso successo. Nel corso del XIX secolo si ebbero nel teatro una lunga serie di festeggiamenti, come la Cantata Il vero omaggio di Gioachino Rossini, rappresentato con il secondo atto dell'opera Tebaldo e Isolina di Francesco Morlacchi, in una serata di gala organizzata alla presenza dell'imperatore Francesco II e degli altri regnanti europei presenti in città in occasione del Congresso dell'autunno del 1822. Il teatro ospitò cantanti internazionali, e nel suo repertorio comparivano le più famose opere del melodramma italiano e straniero.

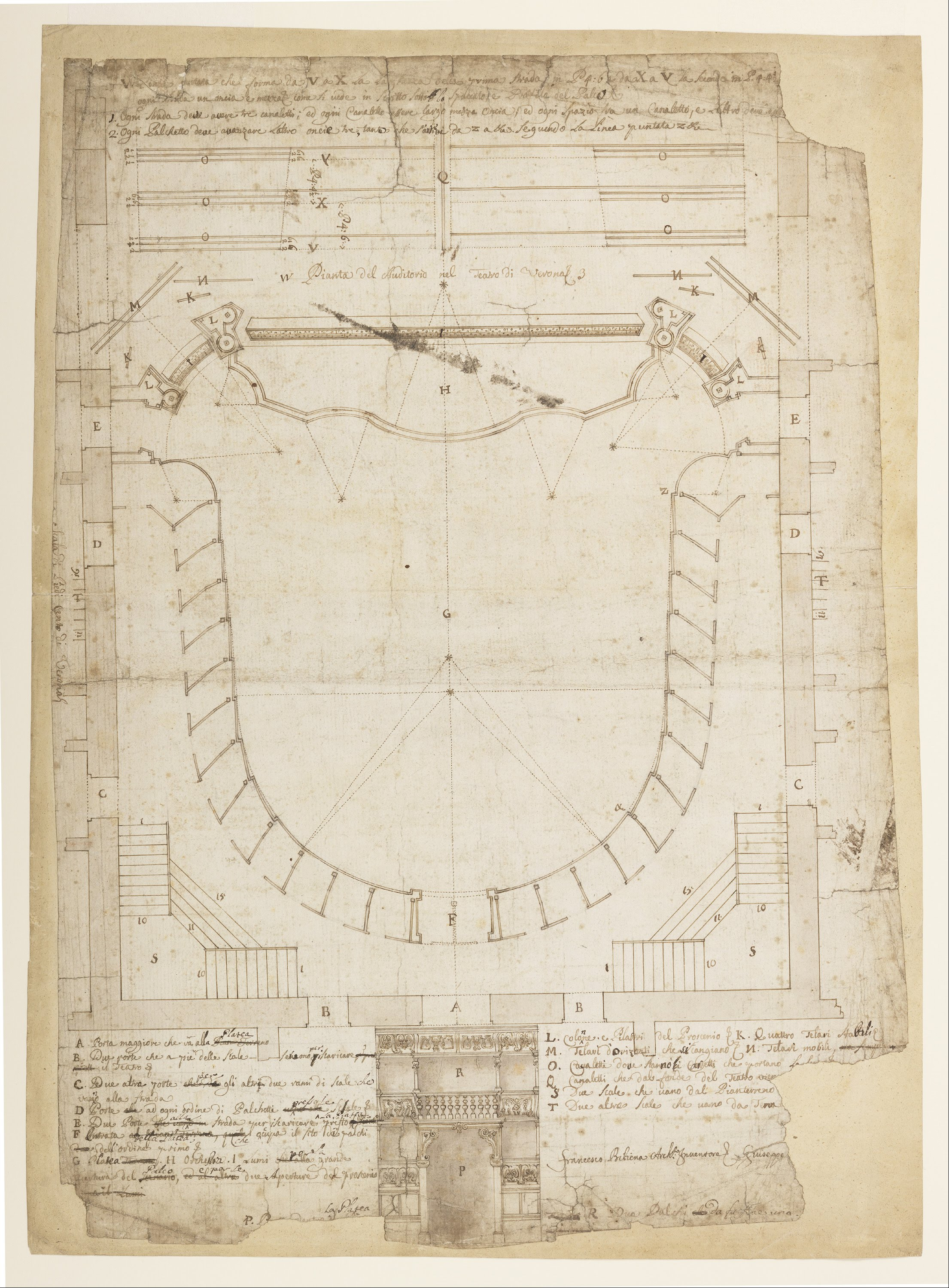
Pianta della prima sala

Si arriva alla tragica notte del 23 febbraio 1945: il teatro crollò sotto i bombardamenti anglo-americani. L'accademia filarmonica annunciò che avrebbe cercato di ricostruire il teatro esattamente com'era prima. I lavori durarono parecchio tempo: il teatro fu inaugurato di nuovo nel 1975 con l'opera Falstaff, ossia le tre burle di Antonio Salieri. Tuttora il teatro ospita nella stagione invernale opere, balletti e concerti. Nel 1978 vi fu un'importante prima esecuzione in epoca moderna dell'Orlando furioso di Antonio Vivaldi, con Marilyn Horne nel ruolo di Orlando, la regia di Pier Luigi Pizzi e la direzione di Claudio Scimone. L'opera era stata registrata per la prima volta, sotto la bacchetta di Scimone, l'anno prima, e l'allestimento di Pizzi sarebbe stato poi esportato in tutto il mondo (Nancy, Parigi, San Francisco) ed anche videoregistrato.
Dal 1981 Accademia Filarmonica di Verona organizza il Settembre dell'Accademia: una rassegna sinfonica, tenuta annualmente nel mese di Settembre, dove partecipano grandi compagini orchestrali. Durante gli anni '90 il teatro ha operato un'importante ripresa di alcune opere dimenticate del barocco (per esempio Teresa e Claudio di Farinelli, Axur di Salieri, Tamerlano di Vivaldi). Nel 2008 ha ospitato la prima italiana di Nixon in China, mentre la successiva stagione si apre con una prima assoluta: Il Maestro di Go di Alessandro Melchiorre. Nel 2009 si tiene la prima rappresentazione in tempi moderni di Il mondo alla rovescia di Antonio Salieri. Dal 2010 in poi si decise di utilizzare il 13 dicembre (giorno di Santa Lucia) come data per l'inaugurazione delle stagioni. Il 10 ottobre 2013 viene eseguito, in prima esecuzione assoluta, per celebrare anche l'entrata della Croazia nell'Unione europea Poem of Dawn di Boris Pigovat con Anna Serova alla viola e Nicola Guerini alla direzione della Zagreb - HRT Symphony Orchestra, nell'ambito del Settembre dell'Accademia.
L'ultima prima assoluta tenutasi al Teatro Filarmonico è stata, l'8 dicembre 2022, l'opera in tre atti di Aldo Finzi "Shylock", rappresentato in forma di concerto, e promosso da Comunità Ebraica veronese e Regione Veneto, con Nicola Morello al pianoforte.

## Descrizione
L'architettura originaria del teatro è andata persa con le distruzioni del teatro del 1749 e del 1945, ma con l'ultima ristrutturazione si sono recuperati gli elementi principali del Bibbiena. Solo la Sala Maffeiana non fu danneggiata dall'incendio del 1749 e dal bombardamento della Seconda guerra mondiale.

### La sala
La struttura attuale del teatro è il risultato della ristrutturazione avvenuta dopo la seconda guerra mondiale. Le linee attuali sono il frutto della ripresa dei disegni originari di Francesco Galli da Bibbiena. Il teatro in principio era composto da una sala all'italiana a cinque ordini di palchi decorati da foglie e conchiglie dorate a oro fino digradanti verso il palco per dare una buona visuale a tutti gli spettatori (accorgimento all'epoca d'avanguardia). 

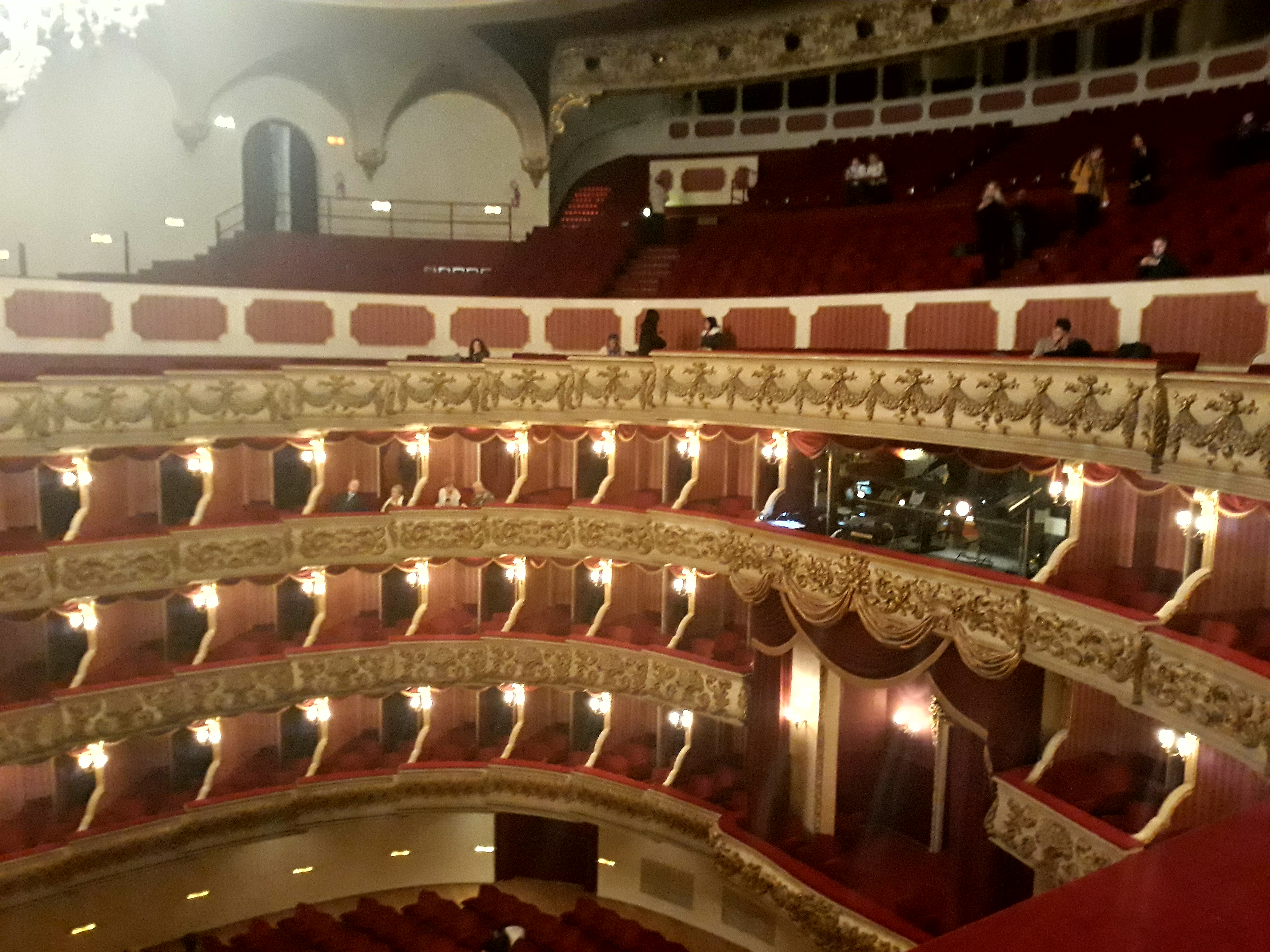
La sala

Il palcoscenico aveva un'apertura laterale del proscenio così da essere diviso in tre parti (cosa ripetuta solo poi nel teatro di Imola).
Dopo l'incendio del 1749 si apportarono alcune modifiche: venne ridotto il proscenio chiudendo le aperture laterali, si restrinsero i boccascena per renderlo più armonioso ai cantanti, si aggiunsero i palchi di proscenio, venne eliminata la digradazione dei palchi e vennero modificate le decorazioni. Ora il teatro inaugurato nel 1966 è a tre ordini di palchi (ognuno con una decorazione dorata differente), una balconata ed una galleria. È stata ripresa anche la sistemazione digradante dei palchi.

### Il foyer
Il ridotto del teatro Filarmonico viene anche chiamato "sala degli Specchi" per le numerose decorazioni dorate ed i molti specchi che lo decorano. Al foyer si accede dall'entrate del teatro laterali su via Roma e via dei Mutilati o dalla sala Maffeiana.

### La sala Maffeiana

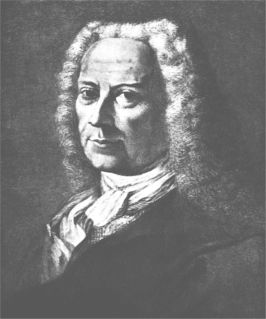
Scipione Maffei

La sala Maffeiana è l'unica parte intatta dell'originario edificio del teatro: sopravvisse infatti a tutti e due i disastri che colpirono il Filarmonico.
Il 5 gennaio 1770 vi si tenne l'esibizione di Wolfgang Amadeus Mozart che stupì tutti gli accademici dell'Accademia Filarmonica al punto che il giovane musicista fu dichiarato Maestro di Cappella onorario.
Tra il 1777 e il 1779, fu consolidata e abbellita con l'affresco e le decorazioni del pittore bolognese Filippo Maccari (1725-1800), in cui nell'Ottocento, furono aggiunti il pavimento in legno e il lampadario.
All'inizio il nome della sala era diverso, veniva infatti chiamata "Gran Sala", ed era, insieme al pronao antistante. Parte di un progetto antecedente a quello del Bibiena pure. Fu dedicata in un secondo momento a Scipione Maffei per i suoi meriti verso il teatro, la cultura e l'intera città di Verona.

## Spettacoli
La stagione musicale di spettacoli al Teatro Filarmonico si apre tradizionalmente con il Settembre dell'Accademia, rassegna sinfonica dell'Accademia Filarmonica di Verona che ospita orchestre direttori e solisti di fama internazionale. Al Settembre dell'Accademia, dal mese di ottobre, seguono le stagioni di opera, balletto e sinfonica della Fondazione Arena di Verona. Durante l'anno vi possono essere anche eventi di carattere non prettamente classico e lirico, come concerti di musica leggera e vari altri generi.

### Settembre dell'Accademia
Il Settembre dell'Accademia è una rassegna musicale dell'Accademia Filarmonica di Verona, nata nel 1991, tenuta annualmente nel mese di settembre. La manifestazione, organizzata dall'Accademia Filarmonica di Verona, propone concerti ed eventi musicali, invitando le più prestigiose orchestre di tutto il mondo ed interpreti solisti di primo piano del panorama internazionale. Nel 2016 la rassegna è giunta alla XXV edizione.

## Prime assolute

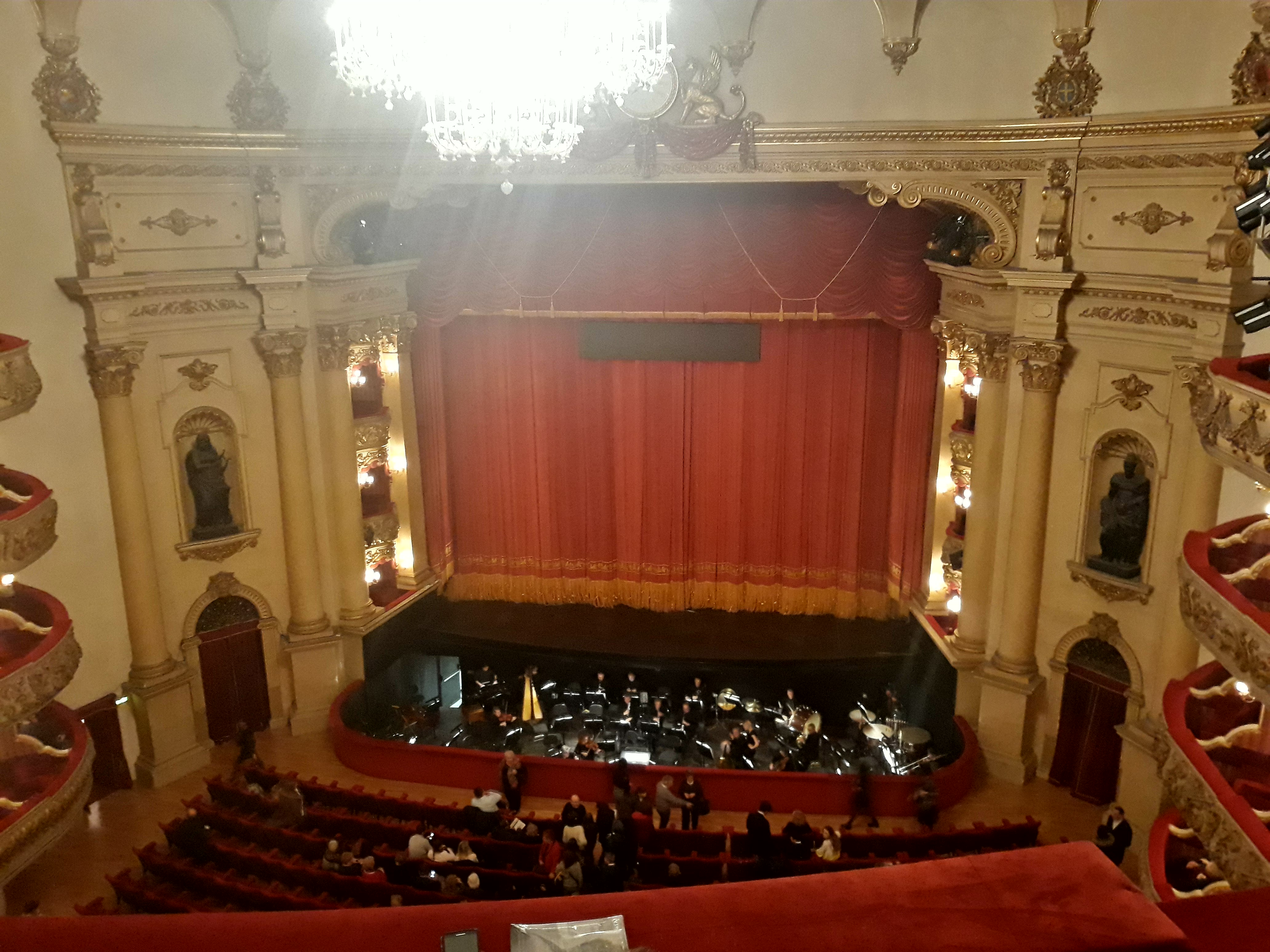
Vista sul palcoscenico

- 1732: La fida ninfa di Antonio Vivaldi
- 1735: L'Adelaide di Antonio Vivaldi
- 1735: Bajazet di Antonio Vivaldi
- 1737: Catone in Utica di Antonio Vivaldi
- 1741: Artaserse di Pietro Chiarini
- 1742: Amor fa l'uomo cieco di Pietro Chiarini
- 1743: Il Ciro riconosciuto  di Pietro Chiarini
- 1743: I fratelli riconosciuti  di Pietro Chiarini
- 1744: Tigrane di Daniel Dal Barba
- 1744: Meride e Salimunte  di Pietro Chiarini
- 1744: Alessandro nelle Indie di Pietro Chiarini
- 1748: Lo starnuto d'Ercole di Daniel Dal Barba
- 1749: Il finto Cameriere di Daniel Dal Barba
- 1750: Ciro in Armenia di Daniel Dal Barba
- 1751: Artaserse di Daniel Dal Barba
- 1754: Lucio Vero di Davide Perez
- 1761: Alessandro nelle Indie di Daniel Dal Barba
- 1775: Isola di Calipso di Giuseppe Gazzaniga
- 1775: La contessina di Niccolò Piccinni
- 1822: Il vero omaggio di Gioachino Rossini [2]
- 1830: Malek-Adel di Giuseppe Nicolini
- 1901: Le maschere di Pietro Mascagni
- 1997: Il gatto con gli stivali di Marco Tutino
- 2008: Nixon in China di John Adams (prima italiana)
- 2008: Il Maestro di Go di Alessandro Melchiorre.